# 陪審員の選任
陪審員の選任（ばいしんいんのせんにん）とは、陪審制の下で、陪審員となる者を選ぶ手続をいう。

## 概要
まず、地域の中から、無作為の方法により陪審員候補者団が選ばれる。陪審員候補者は、次に、法廷で裁判官又は代理人（弁護士・検察官）から、あるいはその双方からの質問を受ける。法域（国ないし州）によっては、代理人が「理由付き忌避」を申し立てたり、限られた数の範囲内で「理由なし忌避」を行ったりすることができる。死刑制度のある法域では、死刑制度に反対の者を除外すること (death-qualification) が必要なところがある。代理人は、計画的・戦略的に陪審員を選ぶために専門家の援助を求めることがある。それ以外の陪審研究 (jury research) の利用も一般的になりつつある。

## 陪審員候補者団の構成

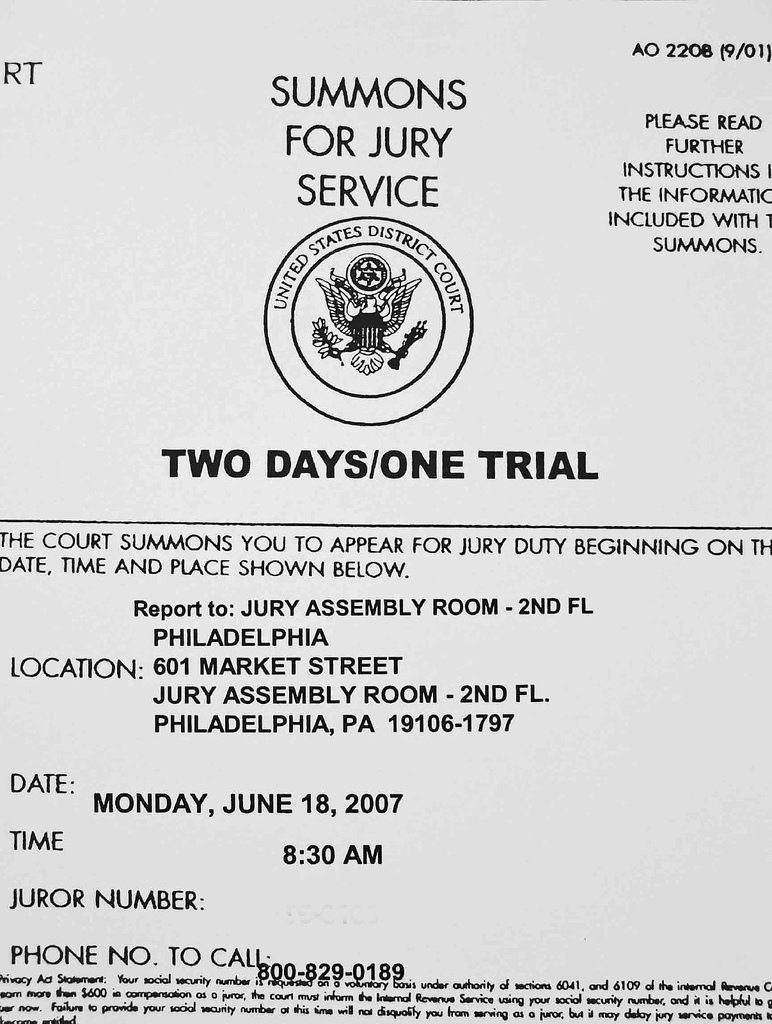
アメリカ連邦地方裁判所における陪審員の召喚状

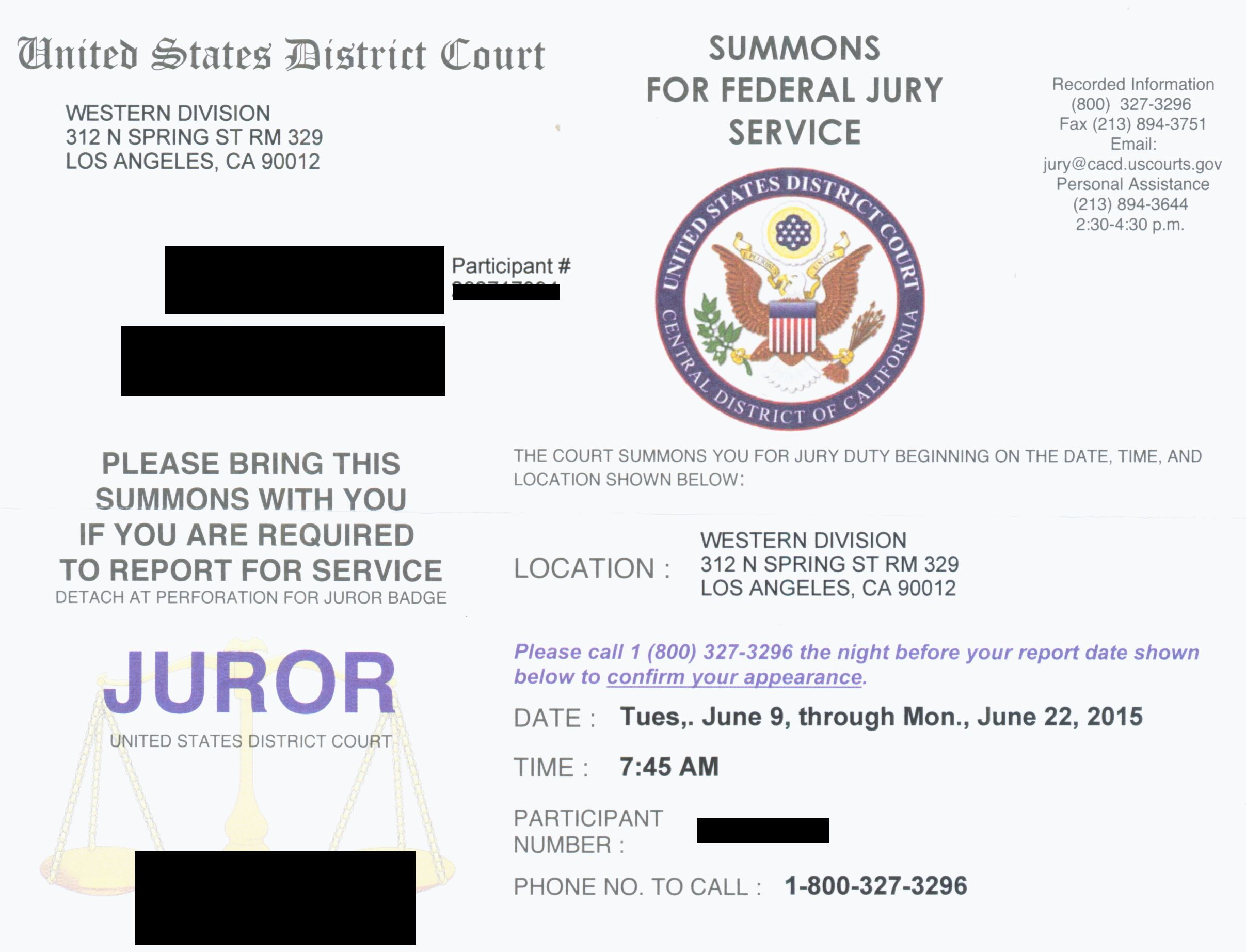
United State District Court Western Division Jury Summons June 2015

法域にもよるが、陪審員の選任手続の第1段階は、陪審員候補者団 (jury pool, or venire) を構成することである。陪審員候補者団とは、陪審の任務のために選ばれた人々の集まりであり、ここから陪審員が選ばれる。陪審員候補者を選び出す方法は、選挙人名簿、運転免許者リスト、その他その地域の住民が広く載っている名簿（納税者名簿や電気・水道等の利用者など）からの無作為抽出である。最近では、裁判所が複数の名簿を組み合わせて陪審員の親リストを作成しているところもだんだん増えている。アメリカ合衆国で最もよく使われている名簿の組み合わせは、選挙人名簿と運転免許者リストであり、19州で採用されている。
陪審員となる資格があれば、必ず陪審員の職務を引き受けなければならないというわけではない。ほとんどの法域で、陪審員の職務からの免除事由を限定的に定めており、免除事由があれば陪審員の職務を辞退することができる。最も一般的な免除事由は、職業によるものである（例えば、医師、消防士、政治家、警察官を含め刑事司法に携わる職業の人など）。伝統的に、職業による免除事由は、その人の独自の技術や仕事が地域社会にとって不可欠なものであり、長期間その人がいないと地域社会が難渋するという場合に限られてきた。その他の一般的な免除事由は、過去一定期間（12か月から24か月のことが多い）内に陪審員（小陪審又は大陪審）を務めた人たち、自分しか幼児の世話をする人がいない人、成人の無能力者などである。宗教的・主義的な理由から免除を受けることもできる（宗教的信条により宣誓及び陪審の職務が禁じられているエホバの証人など）。また、宗教的又は道徳的な理由から他人に対する裁判に参加することは間違いであるとの信条を持っている人も、免除を受けることができる。アメリカのいくつかの法域では、前に法律の教育を受けたことがある人や弁護士も、法律の専門家は他の陪審員に影響を与えすぎるおそれがあるとの考えから、免除対象となることがあるが、近年では、多くの法域でこの免除事由は削除されている。裁判所は、このほか、病気やけが、経済的な困窮や、極めて不都合な事情があるといった場合に陪審の任務を免除することができる。
次に、選任手続により陪審員が選ばれる。すべての陪審員を選ぶ前に陪審員候補者団が尽きてしまった場合は、裁判所の書記官は、陪審員候補者の集合場所から更に候補者を送ってもらわなければならない。もし、追加の候補者が集合場所ですぐに手に入らないときは、ほとんどの法域で、裁判所が補欠陪審 (tales jury) を選び出すことが認められている。補欠陪審は、裁判所から執行機関（警察等）に対する、その地域のどこか公共の場所で陪審資格のある個人を見付け出してくるようにとの命令に基づいて、裁判所に連れてこられた陪審員（補欠陪審員という）により構成されるものである。これは、広範囲の名簿から無作為に陪審員を選出するという、より一般的な手続からは、外れたやり方である。
多くの法域で、被告人には、より公平な裁判が受けられると思われる場所への法廷地 (venue) の変更を求めることが認められている。法廷地の変更は、陪審員候補者団に事件が広く知れ渡っていることによる影響があるときに、必要になる場合がある。
連邦裁判においては、不適切な管轄を理由とする移送の申立（Motion to transfer for improper venue）や法的公正を理由とする移送の申立（Motion to transfer for interest of justice）が認められて法廷地（または管轄裁判所）が変更される場合がある。

## 予備尋問

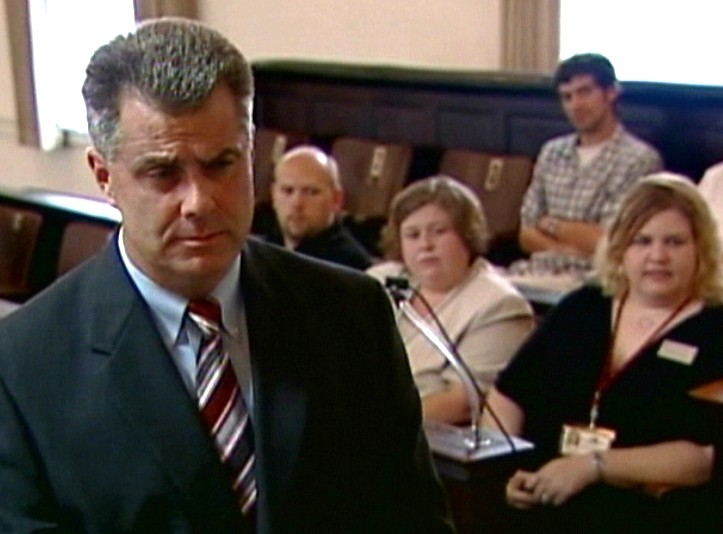
陪審員選任手続中に尋問をする代理人

選ばれた陪審員は、通常、尋問の手続にさらされる。これは、検察側（民事事件では原告側）と被告人側（被告側）が陪審員に対し異議を述べることができる手続である。コモン・ローの国では、これは予備尋問（ヴワー・ディア：voir dire）と呼ばれている。予備尋問には、陪審員候補者全体に聞かれ、挙手などの形で答える一般的な質問と、個々の陪審員候補者に聞かれ、言葉で答えさせる質問の両方がある。双方の代理人（検察官、弁護士）が陪審員候補者に対し質問できる法域もあるが、裁判官が予備尋問を行う法域もある。
どのような方法で、またどの範囲で陪審員候補者を拒絶できるかは、国によって異なる。
イングランドでは、異議が認められるためには、被告人がその陪審員候補者を知っているというような、十分な根拠がなければならない。
一方、 オーストラリア、カナダ、フランス、ニュージーランド、北アイルランド、アイルランド、アメリカ合衆国などでは、被告人と検察側に、決まった数で無条件の「理由なし忌避」(peremptory challenge) が認められている。ある陪審員を排除するのに、何の理由付けも必要ないというものである。一般的に、弁護人は被害者と同じような職業や生活環境にあり、そのために被害者側に感情移入しやすい陪審員を排除し、一方検察官は被告人と類似点のありそうな陪審員を排除する。ただし、アメリカでは、検察側がマイノリティの構成員を排除し、これに被告人側が異議を述べたときは、バトソン対ケンタッキー州事件判決により、検察側は排除が人種中立的な理由であることを説明しなければならない（後に判例により性中立的な理由の説明についても同様とされた。）。
代理人が裁判官に「理由付き忌避」(challenge for cause) を申し立てることができる法域もある。これは、陪審員の生育環境や信条により、偏見があり、陪審の職務には不適当であるという主張である。アメリカでは（おそらく他の国でも）、これを利用してわざと（例えば法律概念の知識があることを示すなどして）陪審の義務を免れようとする市民もいることが知られている。

### アメリカ合衆国
アメリカ合衆国では、予備尋問の手続は他の国よりも徹底的に行われるのが通常であり、そのために、実際の運用のあり方は議論を呼んでいる。質問を受ける際、陪審員候補者に対するプライバシーはどの程度保障されるのかという問題は、「公平な陪審」とは何かという問題につながる。陪審員候補者に対する徹底的な質問は、単にその人の持っている偏見を聞き出すためではなく、その人が感情に左右されやすいかどうかをも聞き出そうとしているのではないかと疑う人もいる。これに対し、この方法は双方当事者に評決に対する信頼を持たせると反論する人もいる。

### イギリス
イングランド及びウェールズでの予備尋問手続は、「あなたは、国王と被告人の双方に対し公平な審理をすることができますか」という単純な質問だけである。質問に「はい」と答えた陪審員候補者であれば、誰でも陪審員となる。
被告人が陪審員を忌避する権利は、限られている。以前は、理由なし忌避の権利があり、被告人は理由を挙げずに陪審員候補者に対する異議を述べることができたが、その当時も忌避できる人数は限られていた。もう一つの忌避は理由付き忌避であり、その場合、被告人はその陪審員候補者が偏見を持っていると信じる根拠を明示しなければならなかった。以前、陪審員候補者に対する忌避は、他の陪審員（そのための特別の宣誓を行った陪審員）によって審理されていた。現在では、理由付き忌避は裁判官によって審理される。訴追側は理由なし忌避の権利はないが、その代わりに陪審員に「待機 (stand by)」を求めることができ、その陪審員は陪審員候補者の名簿の最後に回され、したがってその事件では審理に参加する可能性が低くなる。

## 死刑反対主義者の排除
アメリカの死刑事件（検察官が死刑を求刑している事件）では、陪審から、死刑反対主義者の排除 (death-qualification) が行われることがしばしばある。これは、陪審員候補者団のうち、死刑に無条件に反対する人を全員排除するものである。これによって、陪審は、その犯罪が死刑にふさわしいと考える場合には死刑判決を答申するのを保証する効果がある。同時に、これによって有罪となる可能性が高まる効果もあると見る人もおり、そのため論争を呼んできた。連邦最高裁は、この慣行は合憲であると判断した。

## 専門家の協力
1970年代から1980年代にかけて、アメリカでは、理由なし忌避をより有効に利用するために専門家の協力を求める、陪審の科学的選別 (scientific jury selection) が一般的になった。これは、弁護士に陪審を都合よく決めてしまう力を与え、金の力によるゆがみを増大させることになるのではないかとのおそれから、議論を呼んできた。とはいうものの、この選別がどれだけ有効かという根拠は、せいぜい「よく分からない」という程度に留まっている。
大きな利害のからんだ事件の裁判に臨んだ弁護士は、裁判の全過程を通じての支援を求めるため、今日では、より包括的な陪審コンサルティング (jury consulting) や陪審研究 (jury research) が、ますます一般的になりつつある。中でもより一層包括的な分野である陪審コンサルティングには、直接陪審と関係しない多種多様な手段・テクニックも含まれている。